# 류인곤
류인곤(柳寅坤, 1904년 ~ 1970년 10월 10일)은 대한민국의 정치인이다. 제2대 국회의원을 지냈다.

## 이력
- 일본 와세다 대학 정경학부 졸업
- 만선척식회사(滿鮮拓植會社) 사원
- 제2대 국회의원

## 역대 선거 결과
|  | 53.07% |

|  | 26.66% |

## 참고자료
- 류인곤 - 대한민국헌정회